# Познанська сільська рада
Позна́нська сільська́ ра́да — колишня адміністративно-територіальна одиниця та орган місцевого самоврядування в Любашівському районі Одеської області. Адміністративний центр — село Познанка Перша.

## Загальні відомості
- Територія ради: 46,31 км²
- Населення ради: 1 113 особи (станом на 2001 рік)
- Територією ради протікає річка Кодима

## Населені пункти
Сільській раді підпорядковані населені пункти:
- с. Познанка Перша
- с. Познанка Друга

## Населення
За переписом населення України 2001 року в сільській раді мешкало 1108 осіб.

### Мова
Розподіл населення за рідною мовою за даними перепису 2001 року:
| Мова       | Відсоток |
| ---------- | -------- |
| українська | 95,06 %  |
| молдовська | 2,43 %   |
| російська  | 2,07 %   |
| циганська  | 0,18 %   |
| вірменська | 0,09 %   |

## Склад ради
Рада складається з 16 депутатів та голови.
- Голова ради: Борідько Валентина Павлівна
- Секретар ради: Глізнуца Наталія Борисівна

### Керівний склад попередніх скликань
| Прізвище, ім'я, по батькові     | Основні відомості                                                         | Дата обрання | Дата звільнення |
| ------------------------------- | ------------------------------------------------------------------------- | ------------ | --------------- |
| Вахновська Тетяна Олександрівна | Сільський голова, 1970 року народження                                    | 26.03.2006   | 31.10.2010      |
| Борідько Валентина Павлівна     | Сільський голова, 1976 року народження, освіта вища, член Партії регіонів | 31.10.2010   |                 |

Примітка: таблиця складена за даними сайту Верховної Ради України

### Депутати
За результатами місцевих виборів 2010 року депутатами ради стали:

#### За суб'єктами висування
| Суб'єкт висування                                       | Кількість обраних депутатів | %    |
| ------------------------------------------------------- | --------------------------- | ---- |
| Партія регіонів                                         | 9                           | 56,3 |
| Народна партія                                          | 5                           | 31,3 |
| Політична партія Всеукраїнське об'єднання «Батьківщина» | 1                           | 6,3  |
| Політична партія «Сильна Україна»                       | 1                           | 6,3  |

#### За округами
| № округу                                                | Прізвище, ім'я, по батькові       | Дата визнання обраним | Освіта             | Партійна приналежність                        | Відомості про обраного депутата                                                             |
| ------------------------------------------------------- | --------------------------------- | --------------------- | ------------------ | --------------------------------------------- | ------------------------------------------------------------------------------------------- |
| Народна Партія                                          |                                   |                       |                    |                                               |                                                                                             |
| 1                                                       | Кудіна Світлана Вікторівна        | 01.11.2010            | вища               | член Народної партії                          | Познанський навчально-виховний комплекс «Загальноосвітня школа І-ІІІ ст. — сад», вчитель    |
| 6                                                       | Пужанська Любов Петрівна          | 01.11.2010            | вища               | член Народної партії                          | Познанський навчально-виховний комплекс «Загальноосвітня школа І-ІІІ ст. — сад», вчитель    |
| 11                                                      | Бурдейна Раїса Павлівна           | 01.11.2010            | середня спеціальна | член Народної партії                          | Познанський навчально-виховний комплекс «Загальноосвітня школа І-ІІІ ст. — сад», вихователь |
| 14                                                      | Глізнуца Віталій Миколайович      | 01.11.2010            | вища               | член Народної партії                          | Познанський навчально-виховний комплекс «Загальноосвітня школа І-ІІІ ст. — сад», вчитель    |
| 16                                                      | Глізнуца Галина Олександрівна     | 01.11.2010            | вища               | член Народної партії                          | Познанський навчально-виховний комплекс «Загальноосвітня школа І-ІІІ ст. — сад», вчитель    |
| Партія регіонів                                         |                                   |                       |                    |                                               |                                                                                             |
| 2                                                       | Нагорний Руслан Валентинович      | 01.11.2010            | середня спеціальна | член Партії регіонів                          | приватний підприємець                                                                       |
| 3                                                       | Лавренюк Алла Миколаївна          | 01.11.2010            | середня спеціальна | член Партії регіонів                          | Познанський фельдшерсько-акушерський пункт, фельдшер                                        |
| 4                                                       | Олексійчук Валентина Валентинівна | 01.11.2010            | середня спеціальна | член Партії регіонів                          | ТОВ ім. Івана Піддубного, бухгалтер                                                         |
| 5                                                       | Московчук Тетяна Іванівна         | 01.11.2010            | середня спеціальна | член Партії регіонів                          | Познанський фельдшерсько-акушерський пункт, фельдшер                                        |
| 7                                                       | Пужанська Людмила Григорівна      | 01.11.2010            | вища               | член Партії регіонів                          | Познанська сільська рада, бібліотекар                                                       |
| 9                                                       | Глізнуца Наталія Борисівна        | 01.11.2010            | вища               | член Партії регіонів                          | Познанська сільська рада, секретар                                                          |
| 10                                                      | Морозова Лариса Анатоліївна       | 01.11.2010            | середня спеціальна | член Партії регіонів                          | тимчасово не працює                                                                         |
| 12                                                      | Глізнуца Микола Михайлович        | 01.11.2010            | середня спеціальна | член Партії регіонів                          | Познанська сільська рада, охоронник                                                         |
| 15                                                      | Терлецька Алла Вікторівна         | 01.11.2010            | середня спеціальна | член Партії регіонів                          | Познанська сільська рада, землевпорядник                                                    |
| Політична партія Всеукраїнське об'єднання «Батьківщина» |                                   |                       |                    |                                               |                                                                                             |
| 13                                                      | Глізнуца Михайло Павлович         | 01.11.2010            | середня спеціальна | член Всеукраїнського об'єднання «Батьківщина» | фермерське господарство «Доля», керівник                                                    |
| Політична партія «Сильна Україна»                       |                                   |                       |                    |                                               |                                                                                             |
| 8                                                       | Лавренюк Олександр Володимирович  | 01.11.2010            | середня спеціальна | член Політичної партії «Сильна Україна»       | тимчасово не працює                                                                         |